# Percina crassa
Percina crassa är en fiskart som först beskrevs av David Starr Jordan och Alembert Winthrop Brayton, 1878.  Percina crassa ingår i släktet Percina och familjen abborrfiskar. Inga underarter finns listade i Catalogue of Life.